# 吉滝
吉滝（よしたき）は、兵庫県美方郡香美町小代区鍛冶屋にある滝。兵庫県指定文化財記念物名勝に指定されている。

## 概要
矢田川の支流、久須部川の上流に位置するしており、久須部渓谷（兵庫県美方郡香美町小代区久須部）とともに山陰海岸ジオパークの「久須部渓谷ジオサイト」を構成する。
上段23m、下段5mの上下二段の滝で高さは計28mである。滝壺背後の小さな洞窟内に善瀧（よしたき）神社がある。
滝は裏側から滝の流れを見ることができる裏見の滝で、兵庫県内では唯一のものである。滝の両側の岩盤の裂け目からそれぞれ小滝の流れがあり、向かって右が金滝（高さ5ｍ）、左が銀滝（高さ8ｍ）と呼ばれている。滝壺や川では砂に混じった金色や銀色の雲母が見られる。
周辺はスギ、トチ、ケヤキ等の巨木に囲まれており、秋は紅葉の名所となっている。

## アクセス
- JR八鹿駅から全但バス「秋岡」行き乗車、「貫田」あるいは「鍛冶屋」あるいは「東垣」下車、徒歩。
- 滝の手前にある駐車場から、徒歩7分。

## 周辺情報
- 小代区
- うへ山の棚田
- 久須部渓谷